# R30
『R30』は、TBS系列で2004年10月9日（8日深夜）から2008年9月27日（26日深夜）まで放送していたトーク番組である。

## 概要
毎回多方面で活躍する人物をゲストに迎え、30代のためのトークを展開する。放送開始から半年間は対談、マジックの種明かし、「300秒で学ぶ大人のたしなみ」などのコーナーがあり、2005年3月までは80分間の放送だったが、同年4月以降は放送時間が45分に短縮され、トークとマンスリー企画がメインとなっていた。
当番組は2008年9月で放送終了したが、リニューアルしてタイトルを「タイノッチ」として放送された。

## 出演

### MC
- 国分太一（TOKIO）
- 井ノ原快彦（V6）

### 歴代ゲスト
- 康芳夫
- 水谷修
- 高橋歩 他多数

## 主なコーナー
- ゲストトーク

週替わりで多方面で活躍する人物をゲストに迎え、仕事や半生、プライベートなどについてトークを展開する。過去に出演したゲスト数名による座談会や講演形式のトークが企画されることもある。
- マンスリー企画

1つのテーマを基にした月替わりの企画。ユニークな半生を歩んだ人物についての紹介が多い。
- 1兆円ゲーム

12項目の中から合計が1兆円になるように、国分チーム、井ノ原チームに分かれ交互に項目を選択していく。最大5項目まで選択でき、合計が1兆円に近づいたチームの勝ち。なお、1兆円を超えてもかまわない。解説は経済アナリストの森永卓郎。
- ウケウリ

あるお題についてゲストが国分、井ノ原に講義し、それを聞いたどちらかが30人の美女を前にそのお題に関して指定された3つのキーワードを組み込みながら3分で解説する。その後、話の質を美女が審査するコーナー。ただし、この2人のどちらが美女に説明するかはクジ引きで決まる。第1回のお題は「小泉純一郎首相の靖国参拝が反発される理由」だった。

## 放映局・時間
| 放送対象地域   | 放送局                             | 放送期間                       | 放送日時                     | 備考                            |
| -------------- | ---------------------------------- | ------------------------------ | ---------------------------- | ------------------------------- |
| 関東広域圏     | 東京放送（TBS、現・TBSテレビ）     | 2004年10月9日 - 2008年9月27日  | 土曜 0:40 - 1:25（金曜深夜） | 制作局                          |
| 宮城県         | 東北放送（TBC）                    | 2004年10月9日 - 2008年9月27日  | 土曜 0:40 - 1:25（金曜深夜） | 同時ネット                      |
| 中京広域圏     | 中部日本放送（CBC、現・CBCテレビ） | 2004年10月16日 - 2008年9月27日 | 土曜 0:40 - 1:25（金曜深夜） | 同時ネット                      |
| 新潟県         | 新潟放送（BSN）                    | 2005年4月2日 - 2008年9月27日   | 土曜 0:40 - 1:25（金曜深夜） | 同時ネット                      |
| 近畿広域圏     | 毎日放送（MBS）                    | 2004年10月16日 - 2008年9月20日 | 土曜 0:25 - 1:10（金曜深夜） | 21日遅れ 一部未放送の回がある。 |
| 静岡県         | 静岡放送（SBS）                    | 2004年10月16日 - 2008年10月4日 | 土曜 0:55 - 1:40（金曜深夜） | 7日遅れ                         |
| 岡山県・香川県 | 山陽放送（RSK、現・RSK山陽放送）   | 2006年4月 - 2008年10月3日      | 土曜 1:15 - 2:00（金曜深夜） | 6日遅れ                         |
| 福島県         | テレビユー福島（TUF）              | 2008年4月12日 - 11月1日        | 土曜 1:15 - 2:00（金曜深夜） | 35日遅れ                        |
| 山形県         | テレビユー山形（TUY）              | 2008年4月18日 - 10月31日       | 金曜 0:25 - 1:10（木曜深夜） | 34日遅れ                        |
| 富山県         | チューリップテレビ（TUT）          | 2008年4月29日 - 10月14日       | 火曜 0:15 - 1:00（月曜深夜） | 17日遅れ                        |

- 過去に北海道放送、青森テレビでも放送していたことがある。
- 毎日放送は、TBSでの2008年8月30日（29日）放送分をもって打ち切り。

## スタッフ
- ナレーター：根岸朗
- 構成：都築浩、中野俊成、塩沢航、松本えり子、長谷川大雲、むらまつこうすけ
- TM：箸透
- TD：阿部直樹
- カメラ：平舘敏弘
- VE：佐藤公幸
- 照明：渋谷康治
- 音声：松本康祐
- 美術プロデューサー：伊藤隆
- デザイン：三須明子
- 美術制作：佐藤隆男
- 装置：大森俊也、坂上好明、渡邊卓也
- イルミネーション：清水久敏
- メカシステム：大谷圭一
- 装飾：川原栄一
- ヘアメイク：村田美代子
- CG：apache
- 編集：森田祐司（スタジオヴェルト）
- MA：今井修治
- 音効：古川直樹（タルス）
- TK：南田めぐみ
- 編成：田村恵里
- 番宣：小林恵美子
- デスク：玉川宏美
- 技術協力：ProCam
- リサーチ：Cherrio
- 企画：吉田裕二（以前は、プロデューサー→チーフプロデューサー）
- AP：和田敬子
- ディレクター：阿部裕、保阪彰史、新沢学、太田実、高橋暁、永松近也
- 演出：掛水伸一
- プロデューサー：西川永哲（以前は、演出）、山地孝英、志岐誠
- チーフプロデューサー：合田隆信
- 制作協力：G-yama
- 制作：TBSテレビ
- 製作著作：TBS

### 過去のスタッフ
- TM：中澤健
- 装置：佐藤恵美
- ディレクター：黄地久美子
- プロデューサー：櫟本憲勝、宮尾毅
- チーフプロデューサー：戸髙正啓